# 普拉特基爾 (紐約州普查規定居民點)
普拉特基爾（英語：Plattekill）是位於美國紐約州阿爾斯特縣的普查規定居民點。

## 人口
根據2020年美國人口普查的數據，普拉特基爾的面積為7.36平方千米，當中陸地面積為7.16平方千米，而水域面積為0.19平方千米。當地共有人口1296人，而人口密度為每平方千米176.09人。